# Saint Bernard

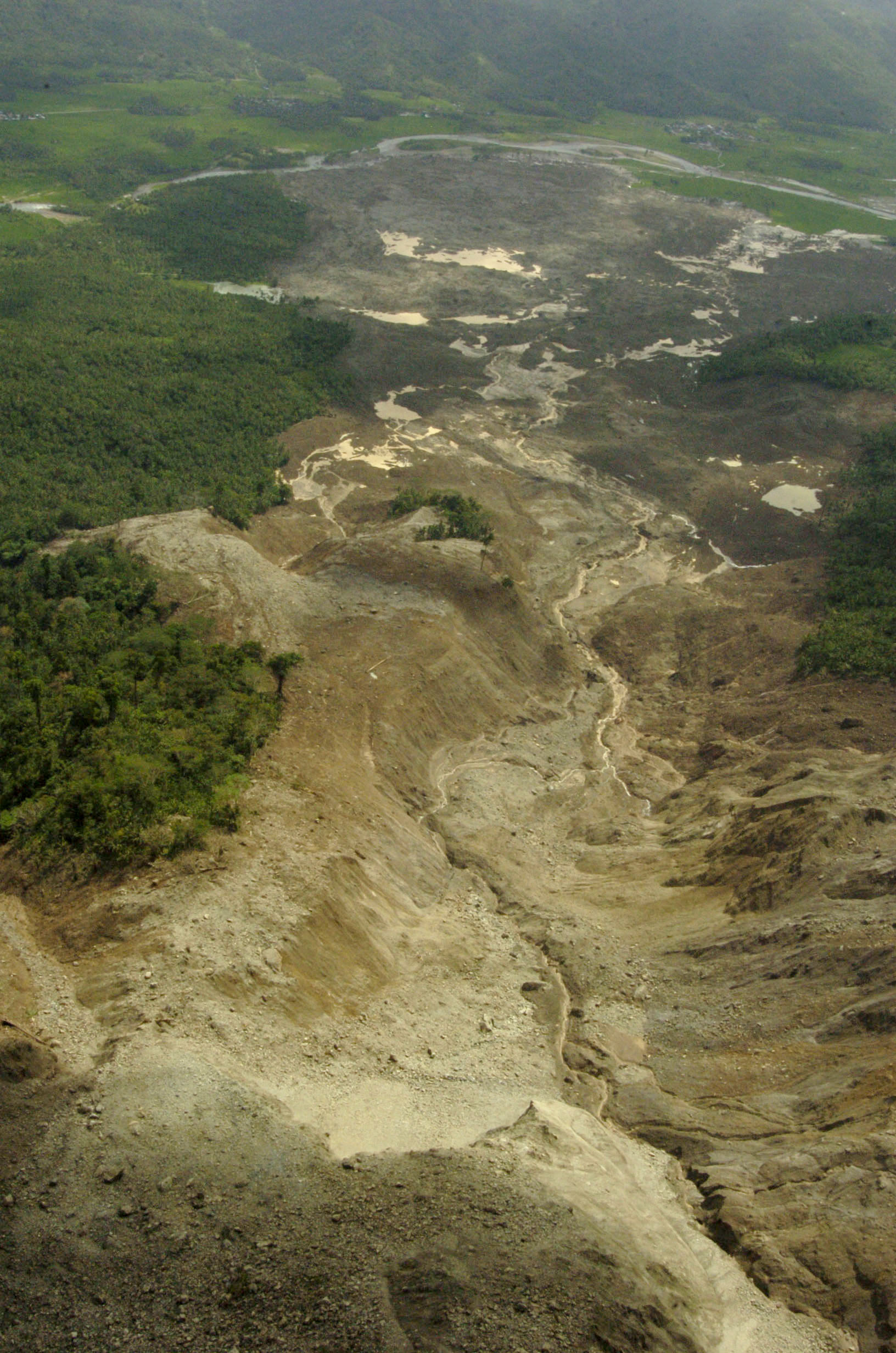
Een luchtfoto van de modderlawine die het dorp Guinsaugon in 2006 van de aardbodem veegde.

Saint Bernard is een gemeente in de Filipijnse provincie Southern Leyte op het eiland Leyte. Bij de laatste census in 2007 had de gemeente ruim 25 duizend inwoners.
Bij aardverschuivingen op 17 februari 2006 werd het dorp Guinsaugon in deze gemeente door modderstromen bedekt. Hierbij kwamen naar schatting 1800 mensen mensen om het leven.

## Geografie

### Bestuurlijke indeling
Saint Bernard is onderverdeeld in de volgende 30 barangays:
| - Atuyan - Ayahag - Bantawon - Bolodbolod - Cabagawan - Carnaga - Catmon - Guinsaugon - Himatagon - Himbangan - Himos-onan - Hinabian - Hindag-an - Kauswagan - Libas | - Lipanto - Magatas - Magbagacay - Mahayag - Mahayahay - Malibago - Malinao - Nueva Esperanza - Panian - San Isidro - Santa Cruz - Sug-angon - Tabontabon - Tambis I - Tambis II |

## Demografie
Saint Bernard had bij de census van 2007 een inwoneraantal van 25.252 mensen. Dit zijn 2.163 mensen (9,4%) meer dan bij de vorige census van 2000. De gemiddelde jaarlijkse groei komt daarmee uit op 1,24%, hetgeen lager is dan het landelijk jaarlijks gemiddelde over deze periode (2,04%). Vergeleken met de census van 1995 is het aantal mensen met 3.889 (18,2%) toegenomen.

De bevolkingsdichtheid van Saint Bernard was ten tijde van de laatste census, met 25.252 inwoners op 100,2 km², 252 mensen per km².